# Pınargözü-Höhle
Die Pınargözü-Höhle (türkisch Pınargözü Mağarası) liegt rund 11 km westlich der Stadt Yenişarbademli in der Provinz Isparta im Südwesten der Türkei. Der Höhleneingang liegt an den Hängen des Dedegöl Dağı auf einer Höhe von 1550 m NHN in der bewaldeten Region des Nationalparks Kızıldağ. Aus dem Höhleninneren ergießt sich ein Fluss. Durch die Höhlenöffnung weht aufgrund des Kamineffekts ein konstanter Wind von bis zu 166 km/h.
Aufgrund der zahlreichen Wasserfälle, überfluteten Passagen und Siphons gilt die Höhle als äußerst schwierig zu erkunden. Sie ist daher nicht öffentlich zugänglich und darf nur von Fachleuten mit entsprechender Höhlenausrüstung betreten werden.

## Entdeckung
Die Höhle wurde 1964 von Temuçin Aygen entdeckt. Sein kurzer Streifzug mit der Speläologischen Gesellschaft der Türkei in die Höhle wurde durch eine überflutete Passage direkt nach dem Eingang gestoppt. Ein Team französischer Speläologen des Spéléo-Club de Paris, der mit örtlichen türkischen Höhlenforschern zusammenarbeitete, betrat als erstes die eigentliche Höhle. Erste Erkundungen unternahmen die Teammitglieder J. L. Pintaux und Doniat im August 1965. Im August 1968 wagten sich Claude Chabert und Michel Bakalowicz vom Spéléo-Club de Paris in Begleitung von Michael Clarke von der British Speleological Association als zweite Gruppe an der „Eintrittswanne“ vorbei. Sie erkundeten das Innere weiter und dokumentierten den ersten Wasserfall in der Höhle, bevor sie an ein englisches Team der Chelsea Speleological Society übergaben, das bis dahin ungefähr 900 m Galerien erkundete, bis sie durch einen anderen überfluteten Durchgang bei 80 m über dem Eingang zu einem Stop gezwungen wurden. Das englische Team kehrte im August 1969 zurück und drang ungefähr 1600 m in das Höhleninnere vor.
Im August 1970 gelang es dem französischen Alpenverein zusammen mit Clarke, dem unterirdischen Fluss rund 3220 m in die Höhle zu folgen, bis sie von einem Wasserfall gestoppt wurden. Clarke kehrte im August 1971 mit dem Club Alpin Français zurück, diesmal zusammen mit Mitgliedern der Speläologischen Gesellschaft der Türkei. Diese Gruppe folgte dem Fluss durch Galerien, bevor sie an einem 15 m tiefen Brunnen anhielten. Zu diesem Zeitpunkt waren 4685 m in der Pınargözü-Höhle dokumentiert. Im September 1975 entdeckte und erkundete der Red Rose Cave & Pothole Club einen Seitengang. Ein fünfköpfiges Team der Speläologischen Gesellschaft der University of Bristol drang kurz danach in die Höhle vor. Diese Mannschaft tauchte durch einen 7 m langen Siphon am Ende der Höhle, konnte aber den folgenden 18 m hohen Wasserfall nicht überwinden.
Mitte der 1970er Jahre waren rund 5275 m dokumentiert. Über 100 einzelne Höhlen waren kartiert worden. Im August 1987, 1988 und 1989 versuchte ein Team der Französischen Föderation für Speläologie, weiter in die Höhle vorzudringen. Auf ihrer letzten Reise im Jahr 1989 gelang es ihnen, den Wasserfall zu besteigen, den das Team der Universität Bristol nicht erklimmen konnte. Während dieser Expeditionen wurden insgesamt 4 km neue Höhlengänge erkundet und 2,4 km neue Galerien vermessen.
Anfang der 1990er Jahre wurde davon ausgegangen, dass die Höhle bis zu 12 km lang sei. Im Jahr 2011 gab ein französisches Team an, die Höhle auf eine Länge von mehr als 16 km vermessen zu haben.
Im Jahr 2011 startete die türkische Regierung ein Projekt mit dem Titel Kızıldağ Milli Parkı Mağaralarının Araştırılması Projesi (dt.: Projekt zur Untersuchung der Höhlen des Kızıldağ-Nationalparks), dessen Ziel es war, die Höhlen im Park zu katalogisieren und zu untersuchen, insbesondere die Pınargözü-Höhle. Ursprünglich sollte das Projekt bis 2014 dauern, aber aufgrund der extremen Schwierigkeiten, die Höhle zu erkunden, führte das 12-köpfige Team noch 2015 Vermessungen durch. Im August 2015 erklärte Projektmanager Selim Erdoğan, dass die Schätzung des französischen Teams von 16 km nicht bewiesen sei. Sein Team war bis zu 10,5 km in die Höhle vorgedrungen. Die volle Ausdehnung der Pınargözü-Höhle ist bis heute noch nicht bekannt.

## Geologie

### Allgemeines
Die Pınargözü-Höhle liegt in der Karstregion des westlichen Taurusgebirges, das ungefähr 40.000 km² umfasst. Der Karst besteht aus Kalkstein aus dem Trias. Aufgrund der Porosität des Kalksteins gilt die Region als sehr höhlenreich. Die Schätzungen für die Anzahl der Höhlen in der Region variieren stark. Das Türkiye Arkeolojik Yerleşmeleri Projesi (TAY) geht von etwas mehr als 2.400 Höhlen in der Region aus, während das türkische Ministerium für Kultur und Tourismus die Anzahl auf 20.000 schätzt. Die Pınargözü-Höhle ist größtenteils horizontal angelegt, mit zahlreichen vertikalen Kaminen und Kaskaden zwischen horizontalen Galerien und Passagen. Insgesamt erhebt sich die Höhle bis auf eine Höhe von ungefähr 720 m über ihrem Eingang, der sich auf 1550 m NHN befindet.

### Hydrologie
Durch die Pınargözü-Höhle fließen große Mengen Wasser. Die Höhle gilt als Abflusshöhle, da das Wasser aus einer Quelle im Inneren aus der Höhlenmündung fließt. Der Ursprung der Quelle ist noch nicht lokalisiert, über der Höhle liegen allerdings semi-permanente Schneefelder und ein großer Kar- oder Gletschersee.
Die Höhle enthält eine Reihe von großen Wasserfällen, Teichen, Tropfstein- und Sumpfbecken sowie Siphons. Die Durchflussrate schwankt mit der Jahreszeit von über 700 Litern pro Sekunde bis zu etwa 500 bis 600 Litern pro Sekunde während der trockeneren Sommersaison. Aus diesem Grund kann die Höhle nur im Sommer erkundet werden. Die Wassertemperatur liegt das ganze Jahr über bei 4 bis 5 °C. Die Lufttemperatur im größten Teil des Höhlensystems beträgt rund 5 °C.

### Wind
Der Wind an der Höhlenmündung beträgt bis zu 160 km/h. Dieser Windzug entsteht durch den Kamineffekt, bei dem Temperaturunterschiede zwischen Öffnungen in höheren und niedrigeren Lagen zu starken Windböen führen.